# Lemps (Ardèche)
Lemps é uma comuna francesa na região administrativa de Auvérnia-Ródano-Alpes, no departamento de Ardèche. Estende-se por uma área de 12,18 km². Em 2010 a comuna tinha 805 habitantes (densidade: 66,1 hab./km²).